# Segelfluggelände Aukrug

i7
i11
i13

Hangars und Segelflugzeuge am Segelfluggelände Aukrug

Der Segelflugplatz Aukrug ist ein Segelfluggelände in der Gemeinde Aukrug. Es liegt an der Bundesstraße 430 südlich des Aukruger Ortsteils Bünzen.

## Geographie
Das Segelfluggelände liegt mitten in der attraktiven Landschaft des Naturpark Aukrug im Herzen von Schleswig-Holstein. Der 380 km² große Naturpark Aukrug mit seiner abwechslungsreichen Wald-, Heide- und Teichlandschaft ist frei von Industrie, liegt abseits vom lärmenden Verkehr und ist doch nur wenige Kilometer von der Bundesautobahn 7 Hamburg-Kiel-Flensburg entfernt. Damit erreicht man den Flugplatz mit dem PKW in einer knappen Stunde aus Hamburg und einer halben Stunde aus Kiel kommend.
Aukrug liegt auf dem Geestrücken und bietet für das zwischen Nordsee und Ostsee gelegene Land relativ brauchbare Thermik-Voraussetzungen für den Segelflug.

## Geschichte des Flugplatzes

Bürgermeister Hans-August Jensen tauft das erste Flugzeug auf den Namen Aukrug – Applaus vom ersten Vereinsvorsitzenden Albert Prasch

Der Aukruger Segelflugverein hat seinen Ursprung eigentlich in Itzehoe. Einige Segelflieger stellen dort fest, dass Motor-, Segel- und Militärfliegerei auf einem Platz kaum möglich sind. Alfred Havenstein, Jochen Bracker, Jürgen Schwanengel und Albert Prasch schlossen sich zusammen, verließen mit einigen Gleichgesinnten den Luftsportverein Itzehoe, der auf dem Heeresflugplatz Hungriger Wolf sein Domizil hatte und machten sich auf nach einem neuen Gelände. Sie fanden es in Aukrug, nachdem Rolf Dühlmeier aus Neumünster sie auf das Gelände bei Bünzen hingewiesen hatte. Zwei Landwirte waren bereit, Land zur Verfügung zu stellen.
Zunächst wurde versucht, den Segelflugverein dem TSV Aukrug anzugliedern. Dieser Plan musste nach dem Einspruch des Landesverbandes der Aerosportler aufgegeben werden. So fanden sich dann 11 Segelflugbegeisterte am 27. Mai 1973 in der Gaststätte Rübezahl in Aukrug-Böken zusammen und gründeten einen eigenständigen Segelflugclub.
Am Himmelfahrtstag 1973 wurde mit den beiden ersten Segelflugzeugen der erste Flugtag abgehalten. Bürgermeister Hans-August Jensen und der Aukruger Landtagsabgeordnete Heinz-Wilhelm Fölster tauften die ersten beiden Flugzeuge auf die Namen Aukrug und Schleswig-Holstein. Es gab viele Gästeflüge, und es setzte ein starker Zustrom von Mitgliedern ein. Schon 14 Tage später verfügte der Verein über 23 Mitglieder (heute sind es zwischen 60 und 70 Aktive).

## Flugbetrieb

Aukrug aus dem Segelflugzeug betrachtet

Der Verein besitzt drei doppelsitzige und vier einsitzige Segelflugzeuge. Von einzelnen Mitgliedern kommen etwa noch zehn private Segelflugzeuge hinzu. Mit zwölf Fluglehrerinnen und Fluglehrern ist an allen Flugtagen für die Ausbildung des Nachwuchses für den Segelflug gesorgt.
Gestartet wird mit einer modernen Winde, deren 320 PS starker Dieselmotor die Flugzeuge über eine elektronisch gesteuerte Hydraulik in die Luft zieht.
Die Flugsaison beginnt in der Regel Anfang April und endet Ende Oktober. Der Flugbetrieb findet am Samstag, Sonntag und an Feiertagen statt. Seitdem der Luftraum über Aukrug nicht mehr durch die Bundeswehr eingeschränkt wird, ist der Flugplatz auch unter der Woche geöffnet.
Im Verein kann jeder seine individuellen Schwerpunkte für das Segelfliegen setzen. Ohne Gewichtung stehen nebeneinander:
- Flüge in Platznähe, um die herrliche Landschaft des Naturparks Aukrug zu betrachten.
- „Spazierflüge“ von einigen Stunden über Schleswig-Holstein.
- Streckenflüge in Schleswig-Holstein, nach Mecklenburg-Vorpommern, Niedersachsen etc. (der Vereinsrekord liegt bei 760 Kilometern).